# Jasmine Cephas Jones
Jasmine Cephas Jones (ur. 21 lipca 1989) – amerykańska aktorka i piosenkarka, najbardziej znana z podwójnej roli w musicalu Hamilton, gdzie zagrała Peggy Schulyer oraz Marię Reynolds.

## Życie prywatne
24 grudnia 2018 zaręczyła się z Anthonym Ramosem, którego poznała w trakcie produkcji musicalu Hamilton. Rozstali się w listopadzie 2021.

## Teatr
| Rok     | Tytuł                                      | Rola                          | Typ          |
| ------- | ------------------------------------------ | ----------------------------- | ------------ |
| 2014    | The Loneliness of the Long Distance Runner | Kenisha                       | Off-Broadway |
| 2015    | Hamilton                                   | Peggy Schuyler/Maria Reynolds | Off-Broadway |
| 2015–16 | Hamilton                                   | Peggy Schuyler/Maria Reynolds | Broadway     |
| 2019    | Cyrano                                     | Roxanne                       | Off-Broadway |

## Filmografia

### Film
| Rok  | Tytuł              | Rola                            |
| ---- | ------------------ | ------------------------------- |
| 2013 | Titus              | Jessica                         |
| 2014 | Fairfield          | Lindsey                         |
| 2015 | Mistress America   | Nicolette                       |
| 2018 | Blindspotting      | Ashley                          |
| 2018 | Monsters and Men   | Marisol Ortega                  |
| 2018 | Dog Days           | Lola                            |
| 2019 | Historia małżeńska | Theater Actor                   |
| 2020 | The Photograph     | Rachel Miller                   |
| 2020 | Hamilton           | Peggy Schuyler / Maria Reynolds |
| 2020 | One Night in Miami | Barbara Cooke                   |
| 2020 | Uczciwy złodziej   | Beth Hall                       |

### Telewizja
| Rok  | Tytuł                             | Rola                 | Komentarz                                                      |
| ---- | --------------------------------- | -------------------- | -------------------------------------------------------------- |
| 2013 | Zaprzysiężeni                     | Shania Costa         | Sezon 4, odcinek 8: „Justice Served”                           |
| 2014 | Unforgettable: Zapisane w pamięci | Ellen                | Sezon2, odcinek 11: „East of Islip”                            |
| 2016 | Odd Mom Out                       | TKTS Seller          | Sezon 2, odcinek 3: „Hamming It Up”                            |
| 2017 | Dziewczyny                        | Dziewczyna w sklepie | Sezon 6, odcinek 6 i 7: „Full Disclosure”, „The Bounce”        |
| 2018 | Midnight, Texas                   | Addie Wigget         | Sezon 2, odcinek 8 i 9: „Patience is a Virtue”, „Yasss, Queen” |
| 2019 | Mrs. Fletcher                     | Chloe                | 5 odcinków                                                     |
| 2020 | #FreeRayshawn                     | Tyisha               | 15 odcinków                                                    |